# Токівська сільська рада (Підволочиський район)
Токі́вська сільська́ ра́да — адміністративно-територіальна одиниця та орган місцевого самоврядування в Підволочиському районі Тернопільської області. Адміністративний центр — село Токи.

## Загальні відомості
- Територія ради: 5,509 км²
- Населення ради: 1 194 особи (станом на 2001 рік)
- Територією ради протікає річка Збруч

## Населені пункти
Сільській раді підпорядковані населені пункти:
- с. Токи

## Склад ради
Рада складається з 16 депутатів та голови.
- Голова ради: Яворська Ганна Володимирівна

### Керівний склад попередніх скликань
| Прізвище, ім'я, по батькові  | Основні відомості                                                             | Дата обрання | Дата звільнення |
| ---------------------------- | ----------------------------------------------------------------------------- | ------------ | --------------- |
| Яворська Ганна Володимирівна | Сільський голова, 1970 року народження, освіта середня загальна               | 26.03.2006   | 31.10.2010      |
| Яворська Ганна Володимирівна | Сільський голова, 1970 року народження, освіта середня загальна, позапартійна | 31.10.2010   |                 |

Примітка: таблиця складена за даними сайту Верховної Ради України

### Депутати
За результатами місцевих виборів 2010 року депутатами ради стали:

#### За суб'єктами висування
| Суб'єкт висування | Кількість обраних депутатів | %   |
| ----------------- | --------------------------- | --- |
| Самовисування     | 16                          | 100 |

#### За округами
| № округу | Прізвище, ім'я, по батькові  | Дата визнання обраним | Освіта             | Партійна приналежність | Відомості про обраного депутата                           |
| -------- | ---------------------------- | --------------------- | ------------------ | ---------------------- | --------------------------------------------------------- |
| 1        | Гапанович Володимир Яремович | 05.11.2010            | середня            | позапартійний          | тимчасово не працює                                       |
| 2        | Года Святослав Євгенович     | 05.11.2010            | вища               | позапартійний          | підприємець                                               |
| 3        | Винник Анатолій Іванович     | 05.11.2010            | середня спеціальна | позапартійний          | ВАТ «Підволочиськ -газ», слюсар                           |
| 4        | Жук Олег Ігорович            | 05.11.2010            | середня спеціальна | позапартійний          | с. Токи, працівник млина                                  |
| 5        | Баран Богдан Мар'янович      | 05.11.2010            | середня            | позапартійний          | ТОВ «Агробізнес», комбайнер                               |
| 6        | Гасай Ольга Володимирівна    | 05.11.2010            | вища               | позапартійна           | Токівської сільської ради, бухгалтер                      |
| 7        | Литвин Юрій Євгенович        | 05.11.2010            | вища               | позапартійний          | м. Волочиськ, зубний технік                               |
| 8        | Сокіл Ігор Богданович        | 05.11.2010            | середня спеціальна | позапартійний          | тимчасово не працює                                       |
| 9        | Яворський Роман Богданович   | 05.11.2010            | середня            | позапартійний          | студент                                                   |
| 10       | Фелима Степан Богданович     | 05.11.2010            | середня            | позапартійний          | ТОВ «Україна», тракторист                                 |
| 11       | Зубка Ганна Мирославівна     | 05.11.2010            | середня спеціальна | позапартійна           | Підволочиський теротеріальний центр, соціальний працівник |
| 12       | Ковбасюк Оксана Богданівна   | 05.11.2010            | середня спеціальна | позапартійна           | с. Токи, підприємець                                      |
| 13       | Лень Галина Володимирівна    | 05.11.2010            | вища               | позапартійна           | тимчасово не працює                                       |
| 14       | Гацамунь Петро Яремович      | 05.11.2010            | середня            | позапартійний          | Токівська загальноосвітня школа І-ІІІ ст., завгосп        |
| 15       | Лапчук Роман Васильович      | 05.11.2010            | середня            | позапартійний          | тимчасово не працює                                       |
| 16       | Вітушинська Надія Макарівна  | 05.11.2010            | вища               | позапартійна           | тимчасово не працює                                       |